# Ter (departamento)
El Ter fue un antiguo departamento francés denominado oficialmente como "departamento del Ter" (del francés: département du Ter).
El departamento fue creado el 26 de enero de 1812, al ser Cataluña anexionada al Primer Imperio Francés.
Comprendía todas las tierras atravesadas por el río Ter, al noreste de Cataluña.
La prefectura era Gerona y las subprefecturas eran Vich y Figueras.
Estuvo regido por el prefecto Prudence Guillaume de Roujoux de Buxeuil (2 de febrero de 1812-8 de febrero de 1814). 
El departamento desapareció en 1814, cuando Francia evacuó la península ibérica que había estado ocupando desde 1807.